# 101-й Конгресс США
Сто пе́рвый Конгре́сс США — заседание Конгресса США, действовавшее в Вашингтоне с 3 января 1989 года по 3 января 1991 года в период последних нескольких недель президентства Рональда Рейгана и первых двух лет президентства Джорджа Буша-старшего. Обе палаты, состоящие из Сената и Палаты представителей, имели демократическое большинство. Распределение мест в Палате представителей было основано на переписи населения 1980 года.

## Важные события
- 20 января 1989 года — президентская инаугурация Джорджа Буша-старшего
- 24 марта 1989 года — выброс нефти из танкера «Эксон Валдиз»
- 20 декабря 1989 года — начало операции «Правое дело» по свержению лидера Панамы Мануэля Норьеги
- 1 июня 1990 года — президент Буш и Михаил Горбачёв подписывают Соглашение о химическом оружии, чтобы положить конец производству химического оружия и начать уничтожение своих запасов

## Ключевые законы
- Закон о защите осведомителей (1989)
- Закон о борьбе с терроризмом в отношении биологического оружия (1990)
- Закон об американцах с ограниченными возможностями (1990)
- Закон о загрязнении нефтью (1990)
- Закон Райана Уайта о всеобъемлющих ресурсах для борьбы со СПИДом (1990)
- Закон о пожарной безопасности гостиниц и мотелей (1990)
- Закон о языках коренных американцев (1990)
- Закон об образовании лиц с ограниченными возможностями (1990)
- Закон о развитии водных ресурсов (1990)
- Закон о защите и репатриации могил коренных американцев (1990)
- Закон об иммиграции 1990 года (1990)
- Закон о реформе гражданского правосудия (1990)

## Членство

### Сенат
| Период | Всего | Вакантно | Партии                 | Партии                 | Партии |
| Период | Всего | Вакантно | Демократическая партия | Республиканская партия |        |
| ------ | ----- | -------- | ---------------------- | ---------------------- | ------ |
| Начало | 100   | 0        | 55                     | 45                     |        |
| Конец  | 100   | 0        | 55                     | 45                     |        |

### Палата представителей
| Начало | 433 | 2 | 259 | 174 |
| Конец  | 433 | 2 | 259 | 174 |